# Putnam (Connecticut)
Putnam ist eine Stadt im Windham County im US-Bundesstaat Connecticut, Vereinigte Staaten, mit 9.584 Einwohnern (Stand 2010) und Sitz der County-Verwaltung. Benannt ist der Ort nach Israel Putnam, einem General des Unabhängigkeitskrieges.

## Söhne und Töchter der Stadt
- Lewis C. Carpenter (1836–1908), Politiker
- Charles Philip Wagner (1876–1964), Romanist und Hispanist
- Frank Wheaton (1876–1965), Tennisspieler
- Elizabeth Langdon Williams (1879–1981), Astronomin und Mathematikerin
- Manzie Johnson (1906–1971), Jazz-Schlagzeuger
- William St. Onge (1914–1970), Politiker
- Michael Bruce Ross (1959–2005), Serienmörder
- Matt Boland (* 1966), Basketballschiedsrichter
- Brandan Greczkowski (* 1977), Judoka
- Justin Pechie (* 1984), Pokerspieler